# Port Royal
Pour la ville de Virginie (États-Unis), voir Port Royal (Virginie).
Pour les articles homonymes, voir Port-Royal.
Port Royal était le siège du gouvernement britannique en Jamaïque, tout en étant le principal port de pêche et de commerce de l'île au cours du XVIIe siècle. À cette époque, le port abritait un grand nombre de pirates et de corsaires sous pavillon britannique qui attaquaient les navires français et espagnols.

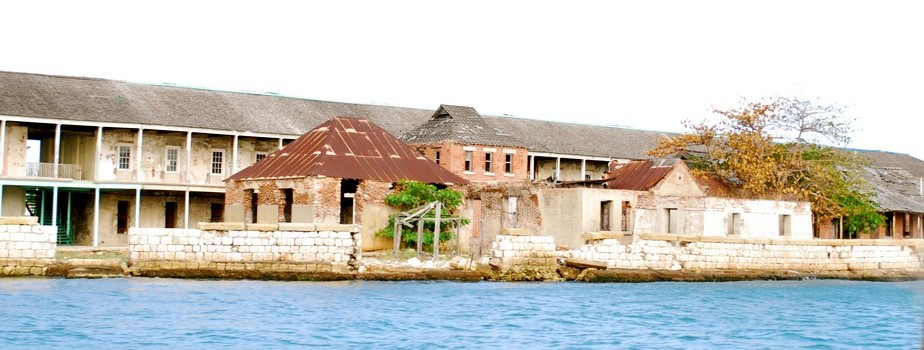
Port Royal en 2009.

Le port fut détruit par un grand tremblement de terre le 7 juin 1692 à 11h43, au cours duquel les deux tiers de la ville passèrent sous le niveau de la mer, soit une surface de 45 kilomètres carrés. Après cette catastrophe, l'activité commerciale de l'île se déplaça à proximité dans la ville de Kingston, l'actuelle capitale de la Jamaïque.

## Histoire

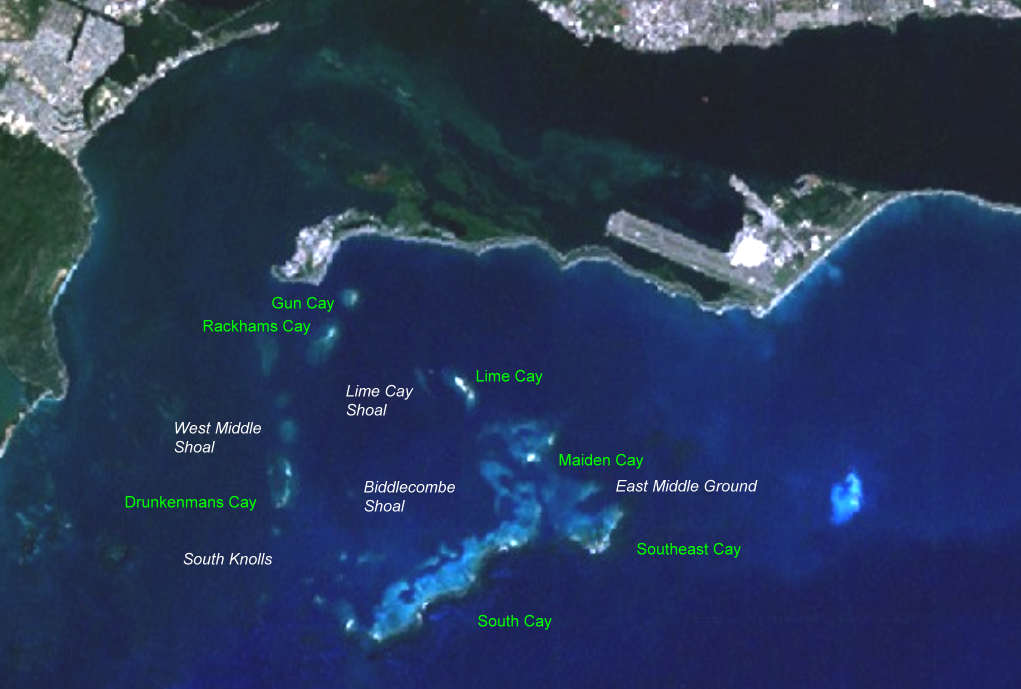
Les cayes de Port Royal.

En mai 1655, une expédition britannique menée par l'amiral William Penn et le général Robert Venables s'empare de l'île, jusque-là espagnole, après avoir échoué à prendre Saint-Domingue. Encore peu peuplée, la Jamaïque devient anglaise. Le colonel Lewis Morris, qui s'était illustré lors de l'expédition de la Barbade de 1651 y repasse pour lever un régiment de 4 000 volontaires, principalement des engagés d'origine irlandaise, craignant que sa plantation ne soit saisie pendant son absence.
En 1656, conscients de l'importance stratégique de la place qui en fait le verrou d'accès à la baie de Kingston, ils y fondent Port Royal. En 1657, l'amiral Robert Blake disperse la flotte espagnole venue tenter de reconquérir la Jamaïque. Le gouverneur de la Jamaïque invite alors les boucaniers, parmi lesquels beaucoup d'Irlandais de la Barbade, à s'établir à Port Royal, pour la défendre contre les Espagnols venus de Cuba, qui ainsi échoueront dans leurs tentatives de reconquête de la Jamaïque, lors des batailles d'Ocho Rio et Rio Nuevo, en 1657 et 1658.
L'île, située au centre des voies empruntées par les Espagnols pour ramener les richesses du Mexique vers l'Espagne devient une pièce maîtresse dans la course aux galions. De Port Royal partent les corsaires chargés de prendre les bateaux espagnols et de s'emparer des cargaisons qui se trouvent à leur bord.
Attirés par la relative tolérance des gouverneurs anglais, pirates, flibustiers et autres « frères de la côte » font également de Port Royal leur base. Les Anglais ne réagissent pas car cela contribue à affaiblir leurs ennemis.
De plus, grâce aux prises rapportées et échangées sur place, Port Royal devient alors le « receleur » de tous les pirates des Caraïbes, et une des villes les plus riches du Nouveau Monde. L'or et le rhum coulent à flots dans les dizaines de tavernes, salles de jeux et lupanars. C'est ainsi que cette ville de 9 000 habitants acquiert sa réputation de ville la plus dépravée de la chrétienté.
Le célèbre pirate Henry Morgan y règne et instaure un code de la piraterie. Pour finir, il est officiellement nommé gouverneur de l'île par les Anglais. Comme ailleurs, prédicateurs et puritains prophétisent que tant de débauche entraînera la damnation de la ville. Mais ici, le 7 juin 1692, peu avant midi, un tremblement de terre semble leur donner raison (en fait il frappe aussi les humbles pêcheurs et autres artisans). Lors de la troisième secousse, un éboulement sous-marin entraîne sous les flots le port et le centre-ville. Les Anglais reconstruisent la ville, la fortifient et réorganisent le dispositif militaire de la baie. Elle devint la principale place militaire britannique dans les Caraïbes. Horatio Nelson, futur triomphateur de la bataille de Trafalgar, y vécut. Tout cela entraîne la fin de la piraterie à Port Royal.
Au milieu du XIXe siècle Britanniques et Espagnols mettent fin aux hostilités. Port Royal vit alors de commerce jusqu'au début du XXe siècle qui marque le déclin de la ville. Aujourd'hui, Port Royal est une paisible bourgade, simple banlieue de Kingston, vivant surtout du tourisme nord-américain et de pêche. Seules quelques fortifications rappellent la splendeur passée de cette ville. Pour les adeptes de plongée, les ruines de l'ancienne Port Royal, recouvertes par les coraux, forment un joli récif peuplé de nombreuses espèces tropicales.

## Dans les arts et la culture populaire

### Filmographie

#### Cinéma
Dans Le Fils du capitaine Blood de Tulio Demicheli (1962), on voit la destruction de Port Royal par un tremblement de terre suivi d'un tsunami, évocation des évènements réels du 7 juin 1692.
Dans L'Île aux pirates (Cutthroat Island) réalisé par Renny Harlin, sorti en 1995, le début de l'action se passe à Port Royal.
Dans la saga Pirates des Caraïbes, la ville est sous la gouvernance du personnage fictif de Weatherby Swann, père d'Elizabeth Swann, interprétée par Keira Knightley et personnage central du trio formé avec Jack Sparrow et William Turner, respectivement joués par Johnny Depp et Orlando Bloom. La ville apparaît ainsi fréquemment à l'écran, surtout dans le premier opus.

#### Télévision

##### Série
Dans Black Sails, la ville est évoquée de nombreuses fois, notamment par Anne Bonny et Jack Rackham.

### Littérature

#### Roman
Pirates de Michael Crichton se déroule en grande partie à Port Royal.

### Musique
Le groupe d'Heavy metal Running Wild consacre à la ville sa chanson Port Royal dans l'album du même nom, en 1998.

## Protection
« L'ensemble archéologique de Port Royal au XVIIe siècle » est inscrit sur la liste du patrimoine mondial en 2025 par l'UNESCO.

## Sources
- La Cité des pirates - reportage TV
  - Origine : ARTE
  - Réalisation : Diene Petterle
  - Pays : Royaume uni
  - Année : 2011
- "The Port Royal Project historical and archaeological research" [en] : site officiel du Dr Donny L. Hamilton, archéologue nautique sur le programme de recherche.

## Documentaire télévisé
- « Port Royal, la baie des pirates » dans Les secrets engloutis sur RMC Découverte.
- « Trésor sous les mers : port Royal ville pirate » disponible sur national geographic